# Connecticut
Connecticut [kənêtikət] je zvezna država ZDA, del Nove Anglije na severovzhodu države. Na vzhodu meji na Rhode Island, na severu na Massachusetts in na New York na zahodu, južno pa ga preliv Long Island Sound loči od otoka Long Island (prav tako del New Yorka. Glavno mesto je Hartford, največje mesto pa Bridgeport. Kljub temu, da je geografsko del Nove Anglije, ima največ gospodarskih, kulturnih in drugih povezav z New Yorkom in New Jerseyjem kot s severnejšimi deli regije.
Država je poimenovana po reki Connecticut, ki teče približno po sredini ozemlja. Bila je med 13 kolonijami, ki so začele ameriški boj za neodvisnost od kraljevine Velike Britanije.